# سلطان محمود (بوکسور)
سلطان محمود (انگلیسی: Sultan Mahmoud؛ زادهٔ ۱۵ مهٔ ۱۹۳۵) بوکسور اهل پاکستان بود.